# Кошка-девятихвостка

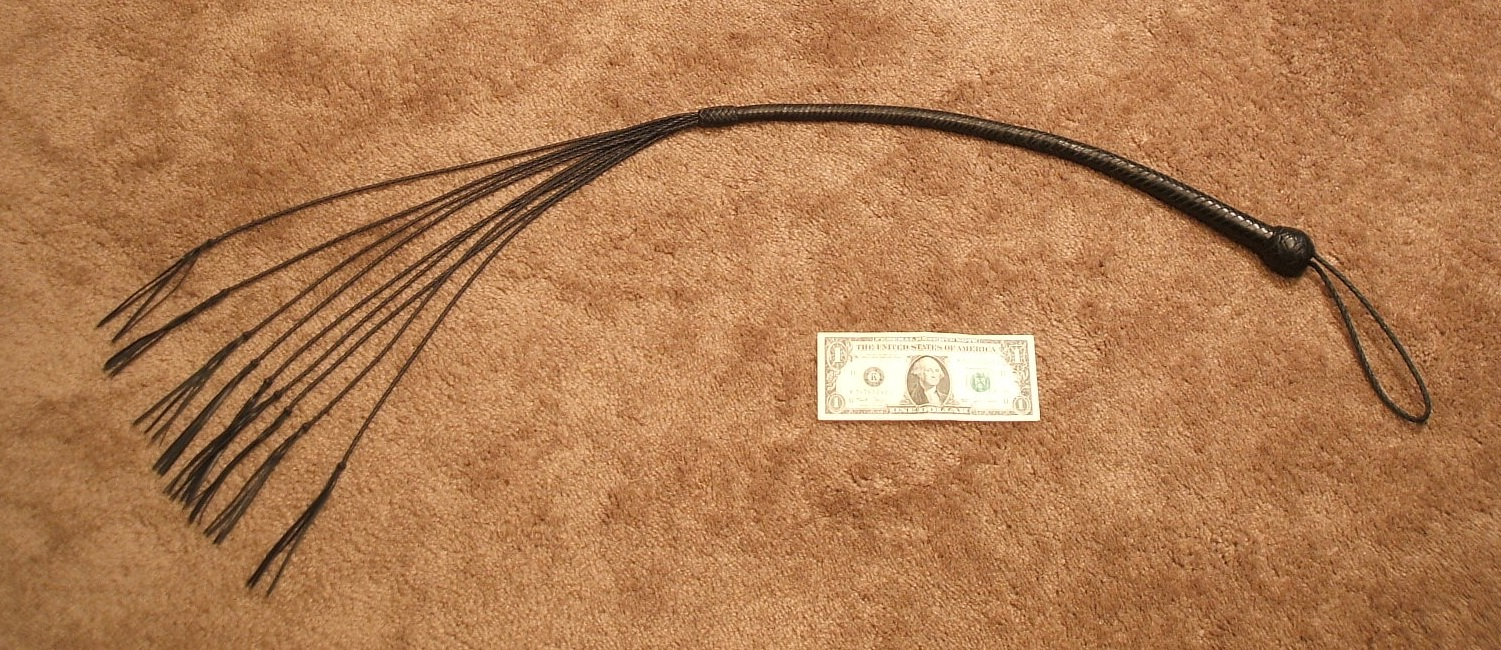
Кожаная кошка-девятихвостка относительно долларовой купюры, длина которой ок. 15 см

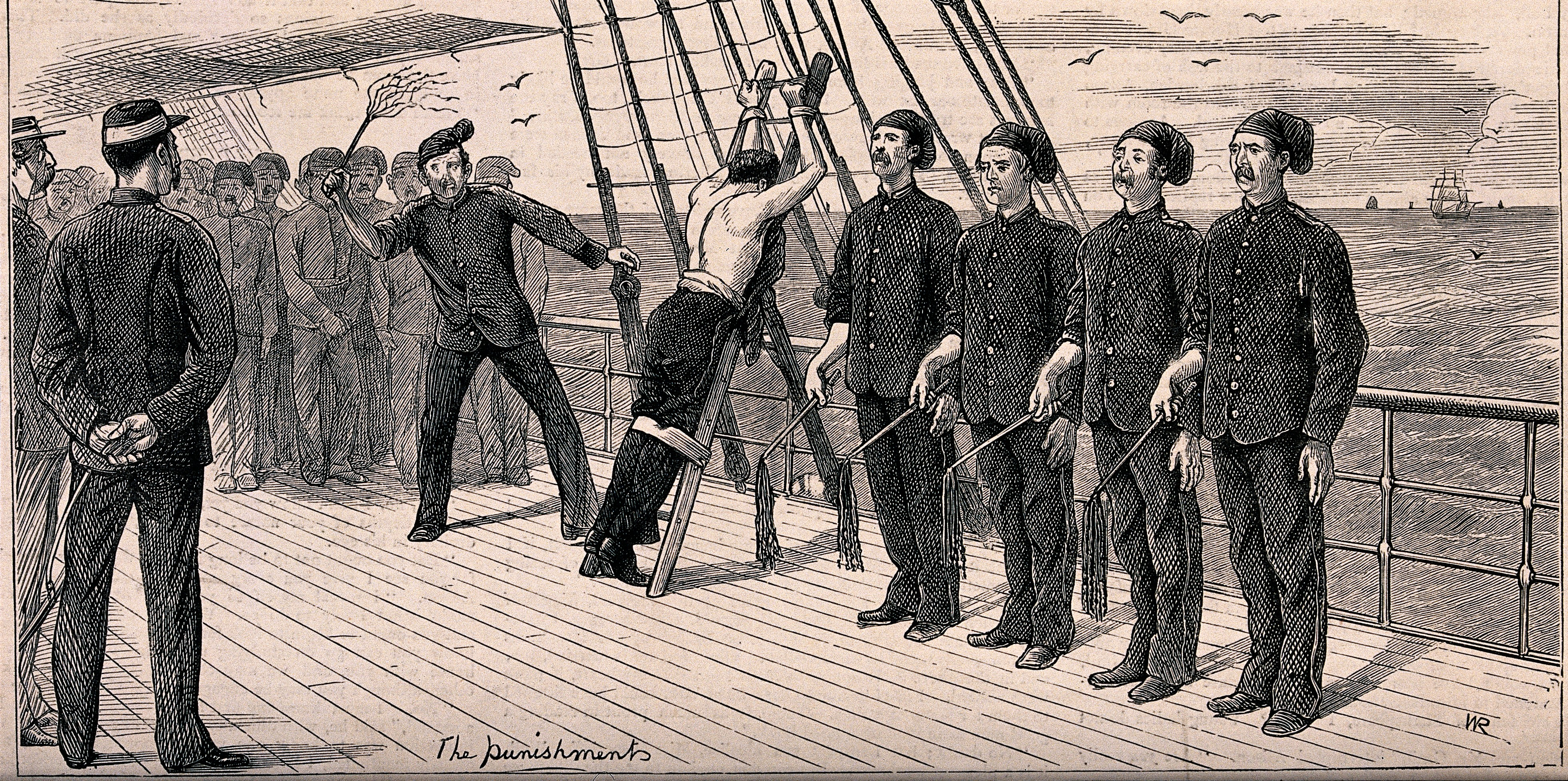
Наказание «кошкой» на британском флоте

Кошка-девятихвостка (англ. Cat o'nine tails) — плеть с девятью и более хвостами, обычно с твёрдыми наконечниками, специальными узлами либо крючьями на концах, наносящая рваные раны. Применялась в качестве орудия телесных наказаний и как орудие пыток.

## История
Кошка была изобретена в Англии. Традиционно имеет 9 хвостов, что является результатом особенности плетения: обычный канат расплетался на три пряди, каждая из которых расплеталась ещё на три «хвоста». При наличии вариаций длина изделия обычно составляла порядка 75 сантиметров. Аналогия с кошкой появилась, вероятно, из-за параллельных ран, которые наносят «когти» орудия.
В России применялась кошка с тремя хвостами из смолёной пеньки в качестве замены кнута как отменённого орудия для телесных наказаний (хотя впоследствии кошка также была отменена). Телесные наказания кошкой были введены при Петре I, в частности, они кодифицированы в морском уставе 1720 года. Плеть-кошка, применявшаяся на Русском флоте, состояла из деревянной рукоятки (около 6 вершков длиной (≈26 см)), к которой прикреплялось кожаное плетиво в 5 вершков длиной (≈22 см) с тремя концами (около 12 вершков или 53 см).
Избиение кошкой как наказание применялось для нижних чинов судовых команд, однако морским уставом также допускалось наказание кошкой и купцов-поставщиков (маркетентеров) за обмер и обвес товара. В уставе не указывается напрямую количество наносимых ударов, тем не менее, на практике различались т. н. «жестокие» наказания от имеющих как бы среднее значение[что?]: «…имеет быть бит у машины кошками». Плети-кошки, равно как и «железы, <…> и прочие к штрафу надлежащие инструменты» находились в ведении профоса.
В Москве XIX века наказание плетью-кошкой применялось в полиции для возничих и лакеев за быструю езду по городу. В этом случае плеть представляла обладала со стальными когтями